# Putin khuylo!

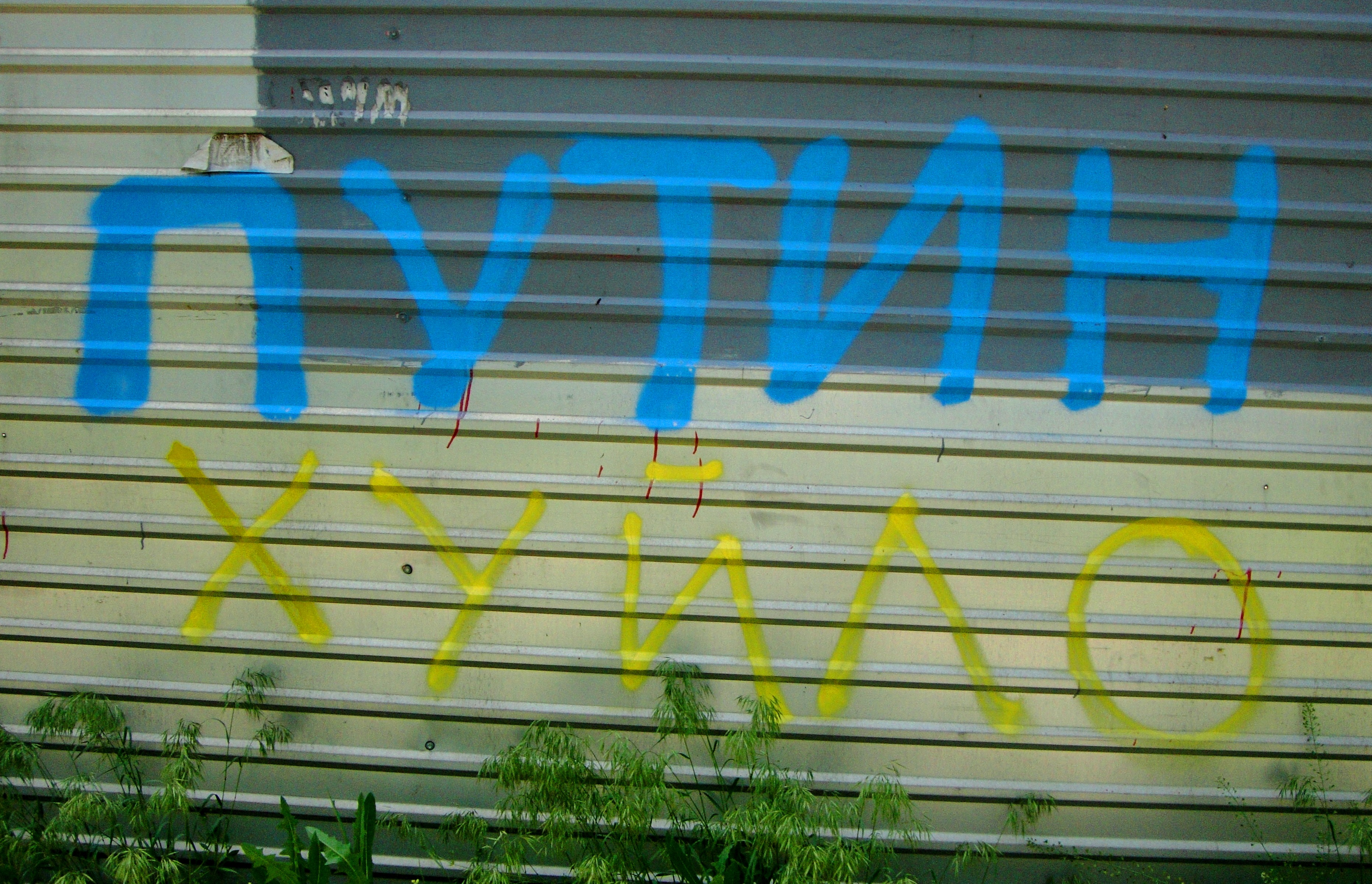
Graffiti "Putin khuylo!" ở Luhansk

Putin khuylo! (tiếng Ukraina: Путін хуйло, tiếng Nga: Путин хуйло, nghĩa chữ là: "Putin là một thằng đầu cặc") là tên một bài hát sửa lời và khẩu hiệu tục tĩu ở Ukraina để bày tỏ quan điểm chính trị và lòng yêu nước, đã trở thành phổ biến sau các sự kiện năm 2014 tại Ukraina. Trước đây, bài này là một bài hát của người hâm mộ FC Metalist Kharkiv. Vì là từ tục tĩu nên trong các văn bản chữ Kirin người ta thường viết là "х*йло".
Bài hát sửa lời này được các trang mạng của Ukraina dịch lời sang ngôn ngữ khác, và nói rằng nó "trở nên phổ biến không chỉ trong Ukraina, mà còn ở nước ngoài, trong đó có México, Nhật Bản, Hoa Kỳ.
Trong số những người nổi tiếng hát bài hát có dân biểu Quốc hội Ukraina Oleh Lyashko và cựu ngoại trưởng Ukraina Andriy Bohdanovych Deshchytsya. Nguyên văn câu nói của A. B. Deshchytsia thật ra là "Đúng rồi, Putin là một khuilo, nhưng mọi người làm ơn giải tán đi ạ!", phát biểu với mục đích trấn an những người biểu tình chống Nga. Không lâu sau đó, tổng thống Ukraina đã bãi chức Deshchytsia, theo truyền thông chính thức của Ukraina thì việc bãi chức này đã được lên kế hoạch từ trước khi sự kiện văng tục này.

## Lời hát

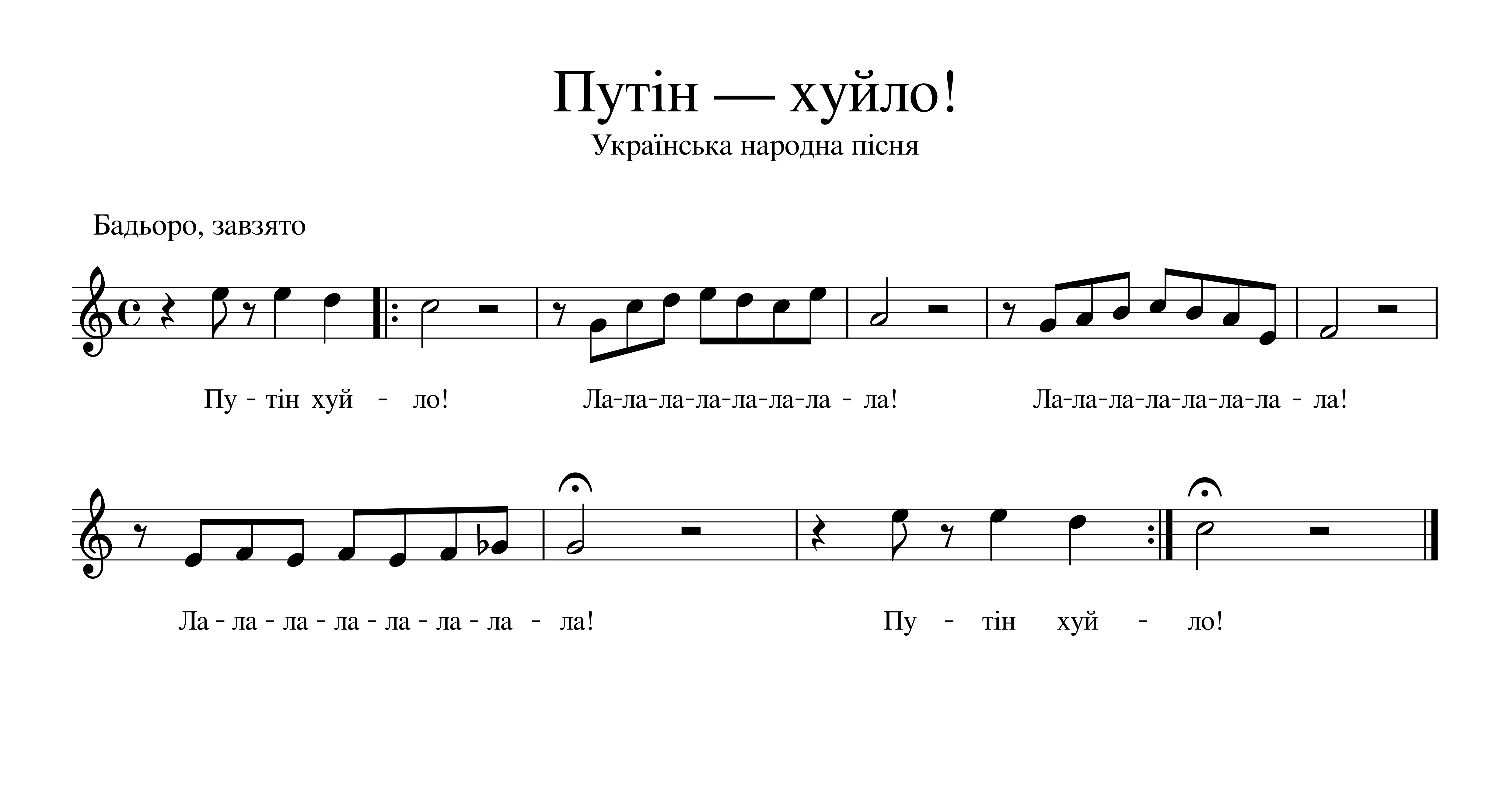

Pu-tin (k)huy-lo
la-la-la-la-la-la-la-la
la-la-la-la-la-la-la-la
la-la-la-la-la-la-la-la